# Hao Junmin
Hao Junmin (Wuhan, 24 de março de 1987) é um ex-futebolista chinês que atuava como meio-campista.

## Carreira
Hao Junmin representou a Seleção Chinesa de Futebol nas Olimpíadas de 2008, quando atuou em casa.

## Títulos
Schalke 04
- DFB-Pokal: 2010/11

Shandong Luneng
- Copa da China: 2014, 2020
- Supercopa da China: 2015

Seleção Chinesa
- Copa do Leste Asiático: 2005

### Prêmios Individuais
- Revelação do Ano (CFA): 2005, 2007
- Seleção da Super Liga Chinesa: 2005, 2007, 2017, 2019